# Pi Recordings
Pi Recordings est un label de jazz créé en 2001 par Seth Rosner à l'origine pour pouvoir sortir deux nouveaux disque d'Henry Threadgill qu'il avait eu l'occasion de rencontrer alors qu'il travaillait à la Knitting Factory. Le label a ensuite continué d'exister avec pour but de travailler avec des artistes jouant leur propre musique. Le slogan du label est "Dedicated to the innovative".

## Liste des enregistrements
- Amir ElSaffar: Two Rivers (2007)
- Art Ensemble of Chicago: The Meeting (2003)
- Art Ensemble of Chicago: Sirius Calling (2004)
- Art Ensemble of Chicago: Non-Cognitive Aspects of the City (2006)
- Corey Wilkes: Cries From Tha Ghetto (2009)
- Fieldwork: Your Life Flashes (2002)
- Fieldwork: Simulated Progress (2005)
- Fieldwork: Door (2008)
- Henry Threadgill: Everybodys Mouth’s a Book (2001)
- Henry Threadgill: Up Popped the Two Lips (2001)
- Liberty Ellman: Tactiles (2003)
- Liberty Ellman: Ophiuchus Butterfly (2006)
- Marc Ribot: Spiritual Unity (2005)
- Marc Ribot: Party Intellectuals (2008)
- Muhal Richard Abrams, George Lewis & Roscoe Mitchell: Streaming (2006)
- Muhal Richard Abrams: Vision Towards Essence (2007)
- Odissey The Band: Back In Time (2005)
- Roscoe Mitchell: Song For My Sister (2002)
- Rudresh Mahanthappa: Codebook (2006)
- Rudresh Mahanthappa: Mother Tongue (2004)
- Rudresh Mahanthappa: Black Water (2002)
- Rudresh Mahanthappa: Kinsmen (2008)
- Rudresh Mahanthappa: Apti (2008)
- Steve Lehman: Demian as Posthuman (2005)
- Steve Lehman: On Meaning (2008)
- Steve Lehman: Travail Transformation and Flow (2009)
- The Revolutionary Ensemble: And Now… (2004)
- Various Artists: Juncture (2004)
- Vijay Iyer & Mike Ladd: In What Language? (2003)
- Vijay Iyer: Reimagining (2006)
- Vijay Iyer: Blood Sutra (2006)
- Vijay Iyer & Rudresh Mahanthappa: Raw Materials (2006)
- Wadada Leo Smith: The Year of The Elephant (2002)
- Wadada Leo Smith & Anthony Braxton: Organic Resonance (2003)
- Wadada Leo Smith & Anthony Braxton: Saturn, Conjunct the Grand Canyon in a Sweet Embrace (2004)